# 二川窯
二川窯（ふたがわかま）は、筑後国（現、福岡県）三池郡二川で焼かれた陶磁器。

## 概要
江戸時代末期頃、弓野焼の陶工米作によって始められた。二川焼では弓野焼に似た松絵の甕などが引き継がれたが、第二次世界大戦の終戦近くで廃絶した。弓野焼の職人が指導していることから、弓野焼との差が小さく判別は困難だが、松絵の描き方や白化粧土の掛け方が弓野焼ほど精緻ではなく、用いる胎土にも違いが見られる。